# Naissance en 1400
Naissance
- 1396
- 1397
- 1398
- 1399
- 1400
- 1401
- 1402
- 1403
- 1404

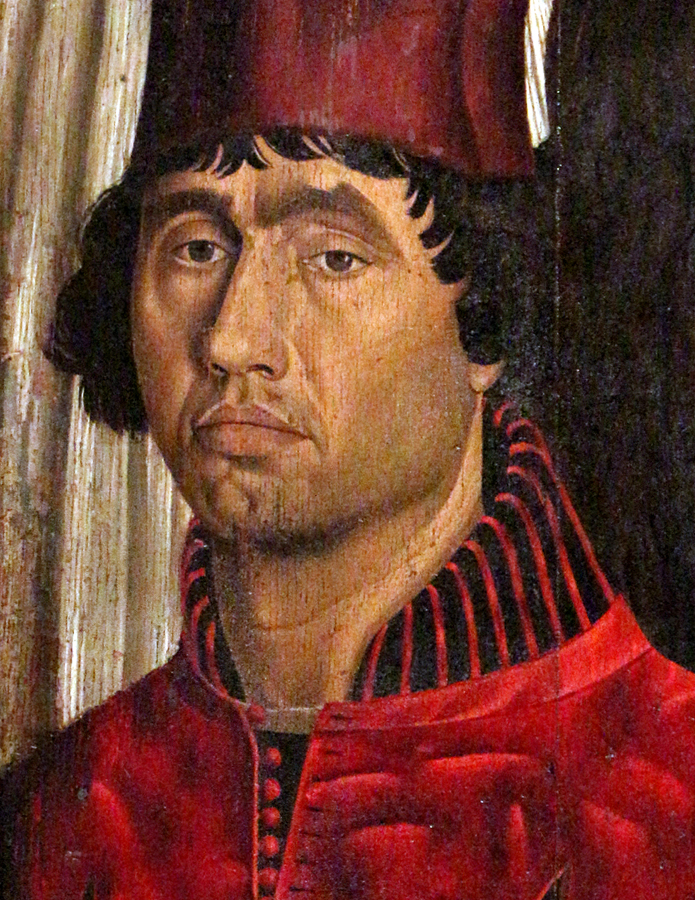
Jean de Portugal, né en 1400.

Cette page dresse une liste de personnalités nées au cours de l'année 1400  :
- 13 janvier : Jean de Portugal (3e connétable de Portugal).

- Afonso de Braganza, 1er Marquis de Valence (en)
- Fouquet d'Agoult, seigneur et baron, chambellan du roi René d'Anjou et chevalier de l'Ordre du Croissant.
- Charles d'Allonville, écuyer, seigneur d'Allonville, de Chamblay, d'Ésclimont (à Saint-Symphorien-le-Château), de Moreaulieu.
- Lopo de Alpoim (en), noble portugais.
- Georges Amiroutzès, homme d'État, écrivain et philosophe grec.
- Andronic Paléologue, despote et devient gouverneur de Thessalonique.
- Andronic V Paléologue, co-empereur byzantin.
- Antoinette de Florence, religieuse bienheureuse italienne, veuve, fondatrice et abbesse du monastère du Corpo di Cristo.
- Iacopo II Appiani (en), seigneur de Piombino.
- Aşıkpaşazade, historien turc.
- Jean II Baillet, noble français.
- Olivier Basselin, poète normand.
- Iacopo Bellini, peintre italien.
- Robert de Baudricourt, seigneur de Baudricourt, Blaise, Buxy et Sorcy.
- Bernard de Pardiac, comte de Pardiac, vicomte de Carlat et de Murat et par mariage comte de la Marche, de Castres et duc de Nemours.
- Gilles Binchois, compositeur hennuyer.
- Johannes Brassart, compositeur du début de la Renaissance, adepte de l'école bourguignonne et de l'école franco-flamande.
- Domenico Capranica, cardinal italien.
- Éléonore Cobham, maîtresse et la seconde épouse de Humphrey de Lancastre, Duc de Gloucester. Accusée de sorcellerie, elle fut emprisonnée pour trahison et nécromancie.
- Jean Cossa, baron d'origine napolitaine, lieutenant général de  Provence  et  sénéchal du roi René d'Anjou et grand sénéchal de Provence.
- Thomas de Courcelles, pseudo-cardinal français  du XVe siècle impliqué dans le procès de Jeanne d'Arc.
- Guillaume Cousinot de Montreuil, Grand Maistre Gouverneur, Visiteur et Juge ordinaire des mines et dépendances, puis chancelier et chambellan des rois Charles VII et Louis XI. Conseiller et Maître des requêtes à l’Hôtel du Roi.
- Luca della Robbia, sculpteur et céramiste florentin.
- Diego d'Alcalá, Frère lai de l'Ordre Franciscain, saint catholique.
- Salomon Duran, autorité rabbinique médiévale.
- Louis d'Estouteville, militaire français, capitaine du Mont-Saint-Michel et gouverneur de Normandie.
- Johannes Gutenberg, aux alentours de 1400, imprimeur allemand.
- Hans Rosenplüt, forgeron et poète.
- Isabelle Ire de Lorraine, duchesse de Lorraine, duchesse d'Anjou, reine de Naples, comtesse du Maine, de Provence et de Guise et reine de Jérusalem titulaire.
- Jacques de Sierck, archevêque de Trèves et archichancelier de l’empereur Frédéric III.
- Guillaume Malbecque, compositeur franco-flamand.
- Aleksander Mazowiecki, pseudo-cardinal polonais.
- Pietro del Monte,  juriste, évêque, diplomate et humaniste italien.
- Richard Neville (5e comte de Salisbury)
- Henri Reuss de Plauen, trente-deuxième grand maître (magister generalis) de l’ordre Teutonique.
- Philippe de Ternant, noble bourguignon de haute lignée du comté de Nevers, et de la châtellenie de Savigny-Poil-Fol, seigneur de Ternant, et de la Motte de Thoisy, de Limanton il fut chambellan de Philippe le Bon, duc de Bourgogne .
- Antoine de Vaudémont, comte de Vaudémont et sire de Joinville.
- Venceslas III d'Oława, duc d'Oława (allemand: Ohlau).
- Ludovico Pontano, jurisconsulte italien du XVe siècle, auteur de plusieurs traités en latin sous le nom de Pontanus.
- Giovanni Solari, architecte et un ingénieur italien.
- Dénes Szécsi, cardinal hongrois.
- Alonso Tostado, Madrigal de las Altas Torres (Vieille-Castille).
- Domenico Veneziano, peintre italien.
- Konrad Witz, peintre suisse.

date incertaine (vers 1400)
- Johannes Gutenberg, ou Johannes Gensfleisch zur Laden zum Gutenberg, imprimeur allemand.
- Pierre de Bauffremont, ou Pierre de Charny, comte de Charny et seigneur de Montfort.
- Léonard d'Udine, prédicateur italien.

## Crédit d'auteurs
- Cet article est partiellement ou en totalité issu de l'article intitulé « 1400 » (voir la liste des auteurs).